# 안보전시관
안보전시관(安保展示館, NIS Hall)은 대한민국 서울특별시 서초구에 위치한 박물관이다. 국가정보원이 설립 운영 중인 시관이며 국가정보원 본관에 위치한다. 1999년 9월 동 기관이 수행하는 안보 및 첩보 활동을 다양한 방면으로 홍보하기 위해 설립되었으며, 4개의 전시실로 구성되어 있다.

## 정보
- 주소: 서울특별시 서초구 국가정보원 본관 내
- 개장 시간: 월요일~금요일 10:00∼17:00
- 입장료: 무료, 단 관람을 위하여는 사전 예약이 필요하며, 위치 특성상 사진 촬영은 금지되어 있다.